# Bruidsbeker

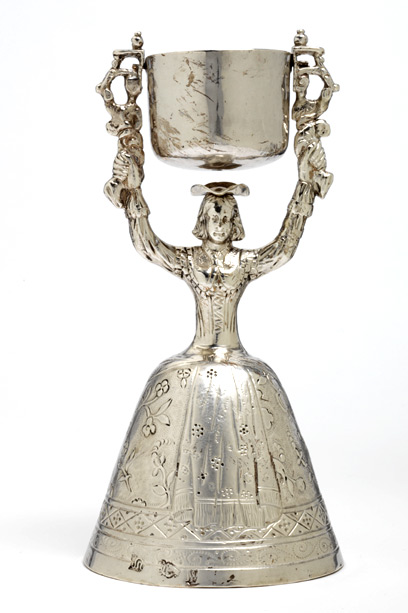
Bruidsbeker (Duitsland)

Een bruidsbeker is een drinkbeker die tijdens bruiloften wordt gebruikt of geschonken. In verschillende landen zijn of waren bekers in gebruik die bruidsbekers worden genoemd. De vorm en  functie kunnen echter verschillen.

## Europa
In Nederland werd de zogenaamde stortebeker in de 16e en 17e eeuw als bruidsgeschenk en op bruiloften gebruikt. Deze stortebeker stamt als fenomeen uit Duitsland (omstreeks de tweede helft van de 16e eeuw) maar was buiten Duitsland en Nederland ook in Engeland in gebruik. Dit drinkgerei was een dubbele beker, gemaakt van zilver, met een grote beker en een kleinere beker. De grote beker had vaak de vorm van een vrouw met een wijde jurk. De kunst was om als paar uit beide bekers te drinken zonder te morsen. Van de oorspronkelijke bekers zijn weinige bewaard gebleven. In 1827 zijn er een aantal in Londen gemaakt als kopie van het exemplaar dat in de Londense Vintners Hall stond. Later in de 19e eeuw werd dit type beker ook weer populair in Duitsland en Nederland.

## India
In India en Pakistan werden eind negentiende eeuw lassi-bekers of bruidsbekers tijdens bruiloften gebruikt in de regio Punjab. Gedurende de bruiloft konden gasten deze bekers vullen met munten als bruidsgeschenk. Op deze bruiloften, maar ook op op andere (bijzondere) gelegenheden, werd de Indiase fruitige zuiveldrank lassi uit de bekers gedronken. De bekers werden gemaakt van vertind messing of zilver en vaak van inscripties voorzien.